# Gambusia beebei
Gambusia beebei es un pez de la familia de los pecílidos en el orden de los ciprinodontiformes.

## Morfología
Los machos pueden alcanzar los 3,3 cm de longitud total.

## Distribución geográfica
Se encuentran en Haití.